# Mikumari-no-Kami
Mikumari-no-Kami (水分神) är en gud inom shintoismen.

## Översikt
Som namnet antyder är Mikumari-no-Kami vattenfördelningens gud. "Mi" har i det här fallet nämligen betydelsen "vatten", och "kumari" betyder fördelning. Guden dyrkas därför ofta vid vattenkällor och längs bevattningskanaler.
I japansk mytologi berättas det att Ame-no-Mikumari-no-Kami (den himmelska vattenfördelningens gud) och Kuni-no-Mikumari-no-Kami (den jordiska vattenfördelningens gud) var barn till Hayaakitsuhiko och Hayaakitsuhime.
Då Mikumari-no-Kami är en vattenrelaterad gud har han blivit tillbed för att ge regn, och är även förknippad med Ta-no-Kami (risfältens gud) samt Yama-no-Kami (bergsguden). Namnet "Mikumari" har också tolkats som att betyda "beskyddare av barn", och han har därför även dyrkats i den här rollen, och tros kunna ge fertilitet samt en säker förlossning.